# Neumy proste
Neumy proste − dwa podstawowe znaki służące do zapisywania utworów muzycznych w okresie średniowiecza, były to punctum i virga. Wskazywały one jedynie dźwięk na pięciolinii. Z biegiem czasu zaczęto je przekształcać i powstały tzw. neumy złożone.